# Frumento (Giunni)
Frumento è il titolo di due dipinti di Piero Giunni. Eseguiti nel 1957, appartengono alle collezioni d'arte della Fondazione Cariplo.

## Descrizione
Si tratta di due esempi di quel periodo, a conclusione della sua prima fase artistica, in cui Giunni si allontanava dal naturalismo lombardo per un'analisi più moderna e personale di dettagli della natura, non indifferente alla lezione dell'informale, pur non rinunciando alla descrizione realistica dei soggetti.